# 출생 천궁도

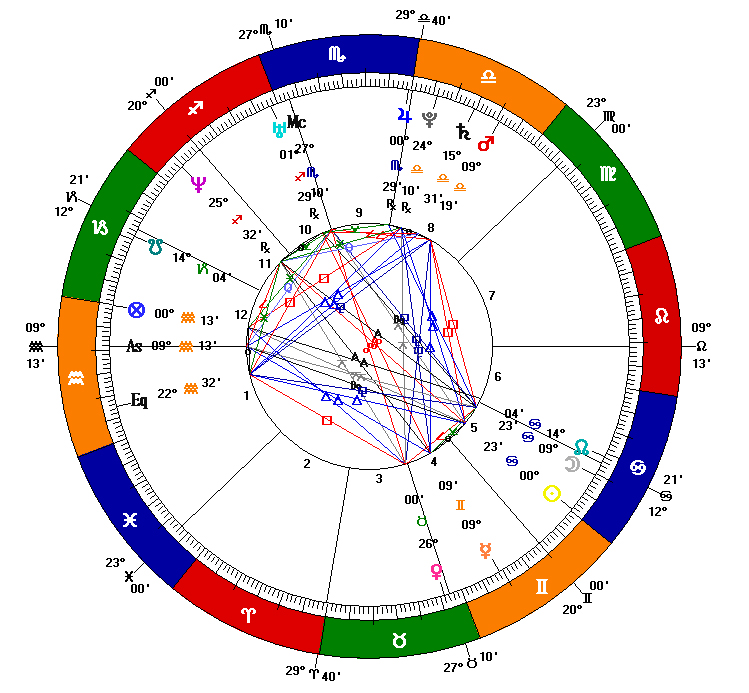
북미 동부 하절기 시간 1982년 6월 21일 오후 11시 3분에 샬럿에서 태어난 한 남성의 출생 천궁도

출생 천궁도(出生 天宮圖, natal chart)는 출생인(개인이나 연구 대상)이 중심에 있는 양식화된 우주의 천체도이다. 그것은 출생인의 성격과 잠재력에 대한 통찰을 얻기위한 목적으로 출생인의 출생의 정확한 시간과 위치로 산출된다. 출생 천궁도를 뜻하는 일반적인 다른 용어들로는 출생 차트(birth chart), 천궁도(天宮圖, horoscope}, 나투스(natus), 탄생도(誕生圖, nativity), 근원도(根源圖, radix), 탄생 천궁도(誕生 天宮圖, geniture) 그리고 탄생 차트(genethliac chart)가 포함된다. 천궁도는 점성술의 별자리와 하우스로 정의된 좌표계 안에서 출생인의 "행성들"이라 불리는 태양과 달, 행성 그리고 잠재적으로 다른 천체의 위치를 보여준다.
각각 상승점(또는 상승궁)과 하강점, 중천점(또는 중천) 그리고 천저점(또는 천저)라고 알려진 떠오르고, 저물며, 정점에 달하고, 저점에 달하는 별자리들의 정확한 도수를 계산하기 위해서 (첫 숨 또는 처음으로 공기를 들이 마시는 순간으로 일반적인 동의가 있는) 정확한 출생 시간과 위치가 필요하다. 모서리로 알려진 그 도수들은 출생인의 열두 하우스의 위치를 작도하는데 있어서 필수이다.

## 예

서양 점성술에서 일반적으로 사용되는 점성학적 기호 또는 자형.

서양 점성술에서 사용되는 점성학적 별자리(황도대)를 표시하는 기호.

(점성가가 추구하는 특정한 점성술 전통이나 점성가의 개인적 선호에 따라서 변형들이 있기는 하지만) 오른쪽위의 그림은 대다수의 현대 첨성가들이 사용하는 현대식 출생 천궁도의 예이다. 이 예에서, 천궁도의 중앙을 좌우로 가로지르는 수평선은 개략적으로 지평선에 상응하며, 황도의 객체가 동쪽에서 떠오르는 곳(상승점)은 그 선의 왼쪽에 있다.
천궁도에 사용되는 기호나 자형 뿐만 아니라, 형태 또한 광범위하게 변화될 수 있는데, 어떤 것들은 바퀴 모야의 황도대를 포함하는 반면, 다른 어떤 것들은 그렇지 않다. 헬레니즘과 로마, 중세 그리고 베다의 양식을 따르는 천궁도들은 원형이 아니라 사각형이다.
(합이나 충 등의) 점성술의 각은 천궁도의 중앙에 그려진다. 황도대의 열두 별자리는 천궁도 원의 테두리 바로 안쪽에 위치한다. 유사하게, 원호의 열두 구간들은 삶의 각각의 다른 영역들에 있어서 중요성을 지닌다고 전해지는 점성학적 하우스를 구성한다. 하우스의 계산을 위한 여러 다른 체계들이 있다. 위의 견본 천궁도는 모서리가 사분면으로 분할되고 각각의 사분면에는 세 개씩의 하우스가 있는 그리고 몇 개의 하우스에는 하나 이상의 별자리가 포함되는 하우스 분할의 사분면 체계를 사용한다. 각각의 사분면은 차트의 모서리들 가운데 하나씩의 모서리의 하우스를 지니며 그것들의 뒤를 잇는 하나씩의 연속의 하우스와 사분면들의 마지막에 있는 하나씩의 마침의 하우스를 지닌다.

## 출생 시간과 장소
하늘에서 지구에 대한 태양과 달, 행성 그리고 기본 모서리의 위치는 끊임없이 움직이고 있기 때문에, 출생 차트나 점성학적 천궁도 역시 (느리긴 하지만) 매초마다 변하며, 각각의 지역에서 매순간마다 새로운 천궁도가 만들어질 수 있다. 출생 천궁도는 특정한 날짜와 정확한 시간 그리고 위치에 근거하므로, 지극히 개인적이며 고유하다. 쌍둥이는 일반적으로 한 명이 다른 한 명과 수 분의 차이를 두고 태어나기 때문에, 쌍둥이의 출생 천궁도 역시 종종 약간 다르다.
일반적으로, 출생 시간은 나라마다의 출생증명서에서 볼 수 있다. 그러나, 어떤 경우에는, 간호사나 의사에 의해서 출생 시간은 근사치로 정확한 정도의 가장 가까운 정각이나 15분, 30분 또는 45분으로 기록될 수도 있다. 그러한 상당히 일반적인 관행으로 인해, 부모가 자식의 정확한 출생 천궁도를 갖으려는 계획이 있다면, 자식이 처음으로 숨 쉴 때의 정확한 시간을 알고 있어야만 하며, 자식의 출생 증명서에 기록된 시간에 의존하지 말아야 한다. 또한, 그러한 부모는 자식의 정확한 출생 장소와 위치를 알고 있어야 한다. 만일 정확한 출생 위치를 모른다면, 정확한 출생 시간은 쓸모없게 된다.
대부분의 천궁도는 지구가 기반이 되는 지구중심적 구조이다. 그러나, 이론상으로는 천궁도가 어째서 다른 행성중심으로 그려질 수 없는지에 대한 이유는 없다. 어떤 점성가들은 차트의 중심에 태양이 있는 태양중심적 점성술을 사용한다. 그러한 체계들은 지구중심적 출생 천궁도와는 다른 해석을 지니는 이론적 구조들이다. 다른 행성을 기준으로 하는 천궁도는 모든 점들이 관점을 기준으로 재계산되어야 한다. 예를 들어, 목성중심적 천궁도는 목성이 관점의 중심이 된다.

## 출생 천궁도의 작도
점성가가 출생인이 의뢰 당사자의 정확한 출생 시간과 위치를 확인했다면, (특정 일광 절약 시간제나 전시에 따라 조정되는) 지방 표준시가 같은 순간의 그리니치 평균시나 세계시로 변환되어야 한다. 그리고 나서, 점성가는 상승점과 중천점을 계산하기 위해서 그 시간을 지방 항성시로 변환해야 한다. 점성가는 특정 연도와 날짜 그리고 항성시의 태양과 달 그리고 행성의 위치가 (사용되고 있는 점성술 체계에 따라) 북반구의 춘분점이나 항성을 기준으로 열거되어 있는 천체력이라고 불리는 일련의 표를 참조할 수도 있다. 그리고 나서, 점성가는 출생 지역의 실제 지방평균시(LMT)를 결정하기 위해서 출생 장소의 경도와 그리니치의 경도 간의 차이를 가감해야 한다. 그렇게 결정된 출생 시간과 경도에 따라 작도된 천궁도에는 지평선 위의 행성들 뿐만 아니라 지평선 아래의 행성들도 나타난다.

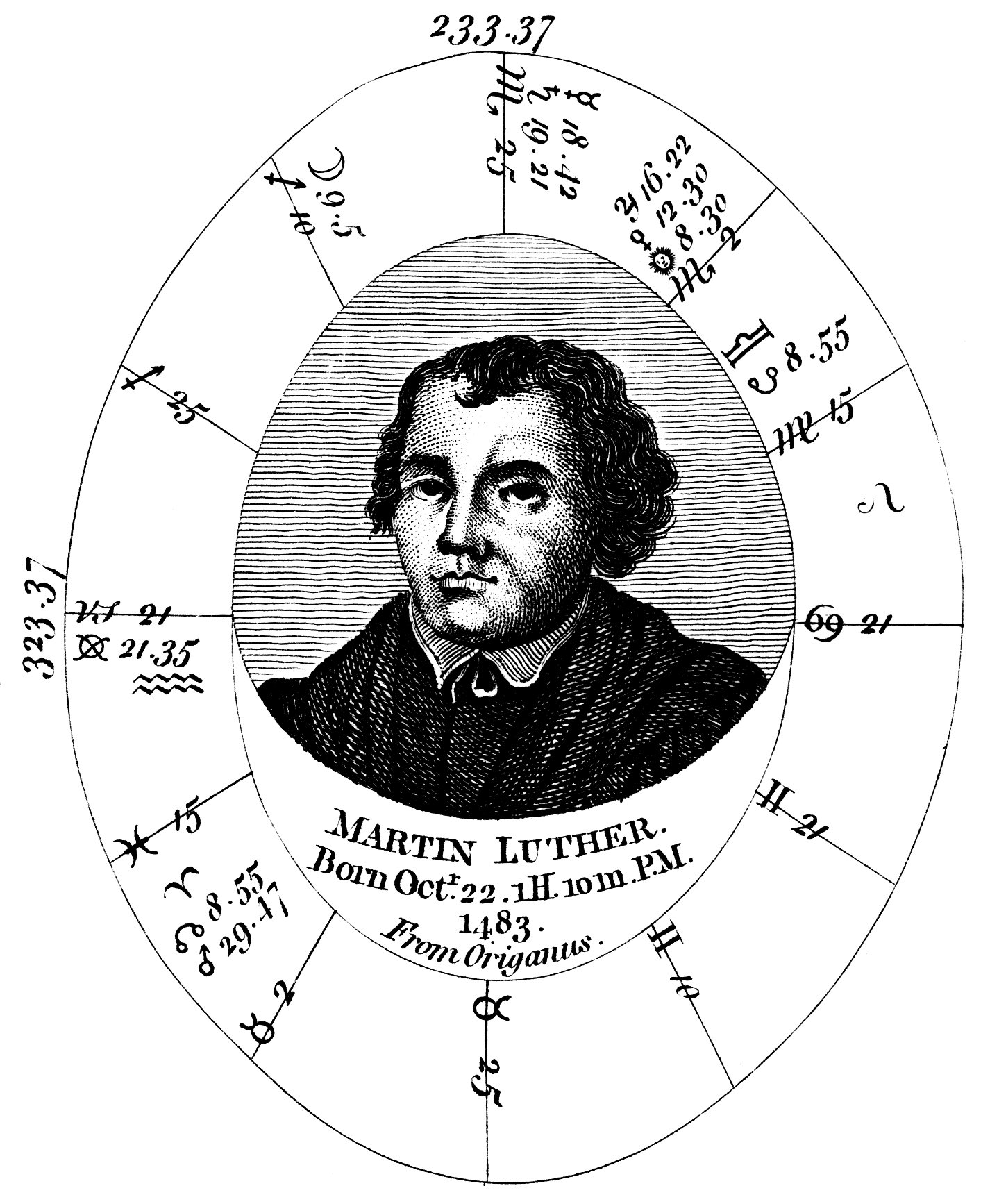
시블리의 《점성술(Astrology)》에도 수록된 마르틴 루터의 출생 차트

천궁도는 상승점 또는 상승궁이 있는 지평선을 시작으로 황도의 원을 지나며 12 구간으로 분할된다. 그 열두 구간은 하우스라 불리는데, 그러한 분할을 계산하기 위한 수많은 체계들이 있다. 복잡한 계산을 요하는 그러한 작업을 용이하게 하기 위한 다른 방편으로 19세기부터 하우스 표가 출판되어오고 있다.

### 행성의 배치
점성가는 하우스에 별자리의 상대적인 위치를 정하고, 태양과 달 그리고 행성들을 천체 경도상의 위치에 배치한다. 몇몇 점성가들은 항성과 왜행성, 소행성(예를 들면, 키론), 수학적으로 계산된 점들 그리고 천정점과 적도의 상승점 등과 같은 모서리들을 사용한다. 많은 점성가들이 보통 아랍의 가상점(또는 그리스 로트)이라고 불리는 것들을 사용하기도 하는데, 운명의 가상점(파르스 포르투나)가 가장 일반적인 것이다.

### 각
점성가는 천궁도를 완성하기 위해서 한 쌍씩의 행성들 간의 각 또는 상대 도수를 고려할 것이다. 정확한 각은 그렇지 않은 것보다 더 중요하게 여겨진다. 대다수의 점성술 공동체에 의해 일반적으로 인정되는 각들은 합(0°)과 충(180°), 사분위각(90°), 삼분위각(120°), 육분위각(60°), 팔분위각(45°), 삼배팔분위각(135°) 그리고 오엽각(150°)이다. 물론, 이 각들 역시 더 정확할 때 더 중요하지만, 각각의 각의 중요성에 따라서 크기가 달라지는 효과 범위 내에서 기능하는 것으로 여겨진다. 따라서, 합이 육분위각 보다 더 큰 범위로 작용하는 것으로 인정된다. 대부분의 현대 점성가들은 태양과 달 그리고 목성을 수반하는 각에는 8° 이하의 범위를 사용하며, 다른 행성과 점들에게는 보다 작은 범위를 사용한다. 우주 생명 상관론과 우라니아 점성술의 실천가들과 같은 몇몇 점성가들은 보조각(15°, 22.5°, 67.5°, 72°, 75°, 105°, 112.5°)을 사용한다.

## 생시 보정
생시 보정은 출생 시간이 알려지지 않았거나 정확하지 않을 때, 그것을 추측적으로 알아내려 하는 시도이다. 생시 보정에는 여러 체계가 있지만, 가장 일반적인 것은 행성의 주요한 통과들과 태양의 순방향 및 역방향의 호 진행 그리고 달을 진행을 출생인의 삶에서의 과거의 중요한 사건들과 관련시키려는 시도가 포함된다. 점성가는 출생인으로부터 결혼과 측근의 죽음, 연애, 질병, 사고, 수술, 주요한 변화 그리고 승진 등과 같은 사건들을 물어서 기록한다. 주요 사건의 우선순위는 출생인의 부모의 죽음이 가장 높으며, 출생인의 사고나 수술도 높다. 그리고 나서, 점성가는 (주로 금성부터 토성까지의) 통과 행성이 상승점이나 중천점과 (사건의 본질에 해상하는) 각을 맺는 것이 열거된 천문력과 그러한 사건들이 일치할 때까지 생시를 조정하여 생시를 찾아낼 수도 있다. 달과 태양의 진행을 통해서도 유사한 방법이 사용되며, 어떤 사건의 시간에 특정 하우스의 시작점을 지나는 행성의 통과도 고려될 수도 있다. 어떤 점성가들은 출생인에 대한 특징과 가장 유사한 천궁도의 시간으로 생시보정을 하며, 많은 점성가들이 이 방법과 먼저의 "통과와 진행"의 방법을 조합해서 사용한다. 출생인의 심각한 질병은 상승점에서 원인을 찾을 수도 있으며, 외모는 그것의 별자리의 특징과 비교해 볼 수도 있다. 데인 러디야르와 생시 보정에 관한 저명한 다른 여러 점성가들에 따르면, 정확한 출생 시간에 대한 의문의 범위가 한 시간 이하일 때만, 그것의 정확성이 확보 가능하며, 만일 그 이상이면, 정확성이 현저하게 떨어지므로, 보정의 시도가 권고되지 않는다. 물론, 모든 점성가들이 생시 보정에 동의하는 것은 아니다.

## 해석
출생 천궁도가 생성되었다면 해석의 절차가 시작된다. 그것은 출생인에 완전한 성격 묘사의 시도를 수반하는 출생 점성술로 알려진 첨성술의 한 부문이다. 천궁도의 해석은 차트 측정(測定, weighting)과 차트 형성(形成, shaping)의 두 단계로 이뤄진다. 차트 측정의 해석은 천궁도에서 황도대의 별자리와 하우스의 분포에 유념하여 출생인의 전반적인 성격에 대하여 그것들의 의미를 고찰한다. 대체적으로, 별자리는 원소(불과 흙, 공기 그리고 물)와 양상(가동성과 고정성 그리고 변통성)에 의해 평가되며, 하우스는 모서리와 연속의 그리고 마침의 하우스들의 의미에 의해 평가된다. 차트 형성의 해석은 천궁도에서 행성의 배치를 각과 위치로 평가한다. 그 과정에서 차트에서 나타나는 각들의 모양(각들의 무리)와 존스의 패턴과 같은 다른 모양에도 유념한다.

## 태양의 천궁도
태양의 천궁도는 출생일은 알려졌지만, 출생 시간은 그렇지 않을 때 자정이나 정오를 출생시간으로 하는 출생 천궁도이다.  지구중심적으로 대부분의 행성은 하루의 이동량이 크지 않기 때문에, 그것은 (달을 제외하고는) 어느정도 정확성이 있다고 여겨진다. 따라서 (달을 제외한) 행성들 사이의 각들도 어느정도의 신뢰도가 부여된다. 태양의 위치는 상승점처럼 여지며 각각 30도씩의 균일한 크기의 하우스가 사용되거나 대안적으로, 태양의 위치가 상승점에 있는 일출의 천궁도가 사용될 수 있다.
태양의 천궁도는 정확성을 지닌 상승점이나 중천점 또는 하우스들을 보여줄 수 없다는 결함이 있지만, 그럼에도 불구하고, 그것은 행성들의 위치만을 검토하는 것으로부터 한 사람의 성격에 대한 어느정도 정확한 단평을 제공한다.

## 같이 보기
- 점성술의 기호
- 천궁도의 모서리
  - 상승점
  - 하강점
  - 중천점
- 점성학적 쌍둥이
- 점성술의 별자리
  - 황도대
  - 천문 기호
- 합성 천궁도
- 택일 점성술
- 사건 천궁도
- 순간 점성술
- 천궁도
- 하우스
  - 모서리의 하우스
  - 연속의 하우스
  - 마침의 하우스